# Тараз
Тараз (каз. Тараз, рус. Тараз) је град Казахстану у Жамбилској области. Према процени из 2010. у граду је живело 327.180 становника.

## Становништво
Према процени, у граду је 2010. живело 327.180 становника.
| 1979.    | 1989.    | 1999.    |
| -------- | -------- | -------- |
| 263.793. | 303.961. | 330.125. |